# Підбороччя
Підборо́ччя — село в Україні, у Камінь-Каширській громаді Камінь-Каширського району Волинської області. Населення становить 581 особу.

## Географія
Село розташоване на правому березі річки Турії.

## Історія
У 1906 році колонія Хотешівської волості Ковельського повіту Волинської губернії. Відстань від повітового міста 64 верст, від волості 8. Дворів 9, мешканців 48.

## Постаті
- Гундерич Сергій Петрович (1984-2023) – солдат Збройних Сил України, учасник російсько-української війни. Загинув 16 травня 2023 р. в Донецькій області. Поховано 23 травня 2023 року на місцевому кладовищі села Підбороччя.

## Населення
Згідно з переписом УРСР 1989 року чисельність наявного населення села становила 568 осіб, з яких 281 чоловік та 287 жінок.
За переписом населення України 2001 року в селі мешкало 579 осіб.

### Мова
Розподіл населення за рідною мовою за даними перепису 2001 року:
| Мова       | Відсоток |
| ---------- | -------- |
| українська | 99,83 %  |
| російська  | 0,17 %   |